# 奥洛考
奥洛考，是西班牙巴伦西亚自治区巴伦西亚省的一个市镇。总面积37平方公里，总人口919人（2001年），人口密度25人/平方公里。